# Campyloneurus brunneomaculatus
Campyloneurus brunneomaculatus är en stekelart som först beskrevs av Cameron 1903.  Campyloneurus brunneomaculatus ingår i släktet Campyloneurus och familjen bracksteklar. Inga underarter finns listade.